# ژول بری
ژول بری (فرانسوی: Jules Berry‎; ۹ فوریهٔ ۱۸۸۳ – ۲۳ آوریل ۱۹۵۱) هنرپیشه و کارگردان اهل کشور فرانسه بود. وی بین سال‌های ۱۸۸۳ تا ۱۹۵۱ میلادی فعالیت می‌کرد.
از فیلم‌هایی که در آن نقش داشته، می‌توان به پول، عشق‌های حزن‌انگیز و روز برمی‌آید اشاره کرد.